# Mecocerculus stictopterus
El piojito alifranjeado (Mecocerculus stictopterus), también denominado tiranillo alibandedo (en Ecuador), tiranuelo colilargo (en Colombia), atrapamoscas ligero rabiblanco (en Venezuela), tiranillo de ala bandeada (en Perú) o piojito de cabeza blanca, es una especie de ave paseriforme de la familia Tyrannidae, perteneciente al género Mecocerculus. Es nativo de regiones andinas del noroeste y centro oeste de América del Sur.

## Distribución y hábitat
Se distribuye a lo largo de la cordillera de los Andes desde el noroeste de Venezuela, a través de Colombia, Ecuador, Perú, hasta el  oeste de Bolivia.
Esta especie es considerada bastante común en sus hábitats naturales: el dosel y los bordes de bosques subtropicales y tropicales de alta montaña, principalmente entre los 2400 y 3500 m de altitud.

## Sistemática

### Descripción original
La especie M. stictopterus fue descrita por primera vez por el zoólogo británico Philip Lutley Sclater en 1859 bajo el nombre científico Elainia stictoptera; su localidad tipo es: «Matus, Chimborazo, Ecuador».

### Etimología
El nombre genérico masculino «Mecocerculus» es un diminutivo de la combinación de palabras del griego «μηκος mēkos» que significa ‘largo’, y «κερκος kerkos» que significa ‘cola’; y el nombre de la especie «stictopterus» se compone de las palabras del griego «stiktos»  que significa ‘manchado’, y «pteros» que significa ‘de alas’.

### Taxonomía
Las características de la siringe sugieren que la presente especie, Mecocerculus poecilocercus y M. hellmayri pueden ser cercanos a Camptostoma, Inezia y parientes.

### Subespecies
Según las clasificaciones del Congreso Ornitológico Internacional (IOC) y Clements Checklist/eBird se reconocen tres subespecies, con su correspondiente distribución geográfica:
- Mecocerculus stictopterus albocaudatus Phelps, Sr. & Gilliard, 1941 – Andes del oeste de Venezuela (Trujillo, Mérida, Táchira).
- Mecocerculus stictopterus stictopterus (P.L. Sclater, 1859) – Andes de Colombia, Ecuador (ambas pendientes) y norte de Perú (Piura, Cajamarca, Amazonas).
- Mecocerculus stictopterus taeniopterus Cabanis, 1874 – Andes orientales de Perú (al sur desde el este de La Libertad) hasta el norte de Bolivia (La Paz, Cochabamba, oeste de Santa Cruz).